# Улянівка (Ровеньківський район)
Уля́нівка — село в Україні, у Ровеньківській міській громаді Ровеньківського району Луганської області. Населення становить 246 осіб (за станом на 2001 рік). Орган місцевого самоврядування — Благівська сільська рада.

## Населення

### Мова
Розподіл населення за рідною мовою за даними перепису 2001 року:
| Мова       | Кількість | Відсоток |
| ---------- | --------- | -------- |
| українська | 170       | 69.11%   |
| російська  | 76        | 30.89%   |
| Усього     | 246       | 100%     |